# Lavit
Lavit är en kommun i departementet Tarn-et-Garonne i regionen Occitanien i södra Frankrike. Kommunen ligger i kantonen Lavit som tillhör arrondissementet Castelsarrasin. År 2022 hade Lavit 1 606 invånare.

## Befolkningsutveckling
Antalet invånare i kommunen Lavit
| Referens: INSEE |